# Oceans (pel·lícula)
Oceans (títol original en francès Océans) és una pel·lícula documental de 2009 dirigida per Jacques Perrin i Jacques Cizaud i distribuïda per DisneyNature.
És una coproducció francesa, suïssa i espanyola, que es va inaugurar al Festival Internacional de Cinema de Tòquio el 17 d'octubre de 2009, però es va publicar als Estats Units el 22 d'abril del 2010 (el Dia de la Terra).
El film explora els cinc oceans del nostre planeta i és la segona pel·lícula de Disneynature després de Terra, en 2009.
Amb un pressupost de 50 milions d'euros, s'ha filmat en més de 50 llocs diferents i ha trigat quatre anys a filmar-se. La pel·lícula és un documental que se centra en la biologia marina. Reflecteix la necessitat de cuidar el planeta i demostra els aspectes negatius de l'activitat humana sobre l'oceà.
Océans està dirigida i produïda per Jacques Perrin, Jacques Cluzaud i amb la participació del productor Nicolas Mauvernay, els editors Catherine Mauchain i Vincent Schmitt, i el director d'art Arnaud Li Roch.
Les estrelles del canal Disney Channel Demi Lovato i Joe Jonas van gravar un duet musical per a l'estrena de la pel·lícula a Nord Amèrica, titulat Make A Wave[1] ("Crea una ona")

## Argument
Quasi tres quartes parts de la superfície terrestre està coberta pels oceans. Els codirectors Jacques Perrin i Jacques Cluzaud s'han preparat per capturar la immensa expansió d'aquestes aigües que han pres un rol tan crucial i constant en la història i l'aliment de l'home. Els profunds i abundants oceans amaguen grans misteris i perills que aquesta pel·lícula s'atrevirà a explorar.